# Hyena (film 2014)
Hyena è un film del 2014 diretto da Gerard Johnson.
Pellicola thriller-poliziesca con protagonisti Peter Ferdinando, Stephen Graham e Richard Dormer. È stato presentato all'Edinburgh International Film Festival 2015 e proposto al Toronto International Film Festival e al Tribeca Film Festival dello stesso anno.

## Trama
Michael Logan è un detective che lavora in una task force della polizia di Londra insieme agli amici Chris, Martin e Keith. I tre intrattengono diversi affari sporchi con la malavita della città chiudendo un occhio su alcuni traffici di droga e sequestrando sostanze per il loro personale profitto. Quando Logan entra in contatto con un cartello della droga turco per un affare da centinaia di migliaia di sterline per il gruppo sembra profilarsi l'occasione della vita, ma ben presto si ritroveranno coinvolti in un conflitto con una gang albanese che si sta espandendo. La situazione si complica ulteriormente quando il Professional Standards Department incarica il detective Nick Taylor di cominciare a indagare su di loro.

## Accoglienza
Il film ha una percentuale di recensioni positive su Rotten Tomatoes del 78%.
Ha raccolto anche diversi premi in festival cinematografici minori come il gran premio della giuria al Beaune Film Festival 2015, miglior film allo Stiges Film Festival 2014. Per la sua interpretazione Peter Ferdinando ha vinto il premio al Les Arcs European Cinema Festival.